# Lijst van spelers van Los Angeles FC
Deze lijst omvat voetballers die bij de Amerikaanse voetbalclub Los Angeles FC spelen of gespeeld hebben. De spelers zijn alfabetisch gerangschikt.

## A
- Eduard Atuesta

## B
- Steven Beitashour
- Tristan Blackmon
- Latif Blessing
- Shaft Brewer Jr.

## C
- Laurent Ciman

## D
- Adama Diomande

## E
- Mohamed El Monir

## F
- Benny Feilhaber

## G
- Omar Gaber

## H
- Niko Hämäläinen
- Jordan Harvey
- André Horta

## J
- Dejan Jakovic

## K
- Mark-Anthony Kaye
- Aaron Kovar

## L
- Luis López

## M
- Calum Mallace
- Tyler Miller
- João Moutinho

## N
- Lee Nguyen

## P
- Rodrigo Pacheco
- Adrien Perez
- Javier Pérez
- Joshua Pérez

## R
- Christian Ramirez
- Diego Rossi

## S
- Eddie Segura
- Danilo Silva
- Pablo Sisniega

## U
- Marco Ureña

## V
- Peter-Lee Vassell
- Carlos Vela

## Z
- Rodolfo Zelaya
- Walker Zimmerman